# خلوق أوزدالجا
خلوق أوزدالجا (بالتركية: Haluk Özdalga)‏, (ولد:10 يناير 1948, في إسطنبول, تركيا) سياسي تركي. ونائب سابق في البرلمان التركي لأكثر من دورة ممثلا عن حزب العدالة والتنمية.